# کوه فلورانس (یوسمیتی)
کوه فلورانس (به انگلیسی: Mount Florence) یک کوه در ایالات متحده آمریکا است. کوه فلورانس ۳٬۸۳۰٫۴۷ متر بالاتر از سطح دریا واقع شده‌است.